# Besleria barclayi
Besleria barclayi là một loài thực vật có hoa trong họ Tai voi. Loài này được J.E.Skog mô tả khoa học đầu tiên năm 1974.